# 竹田站 (京都府)

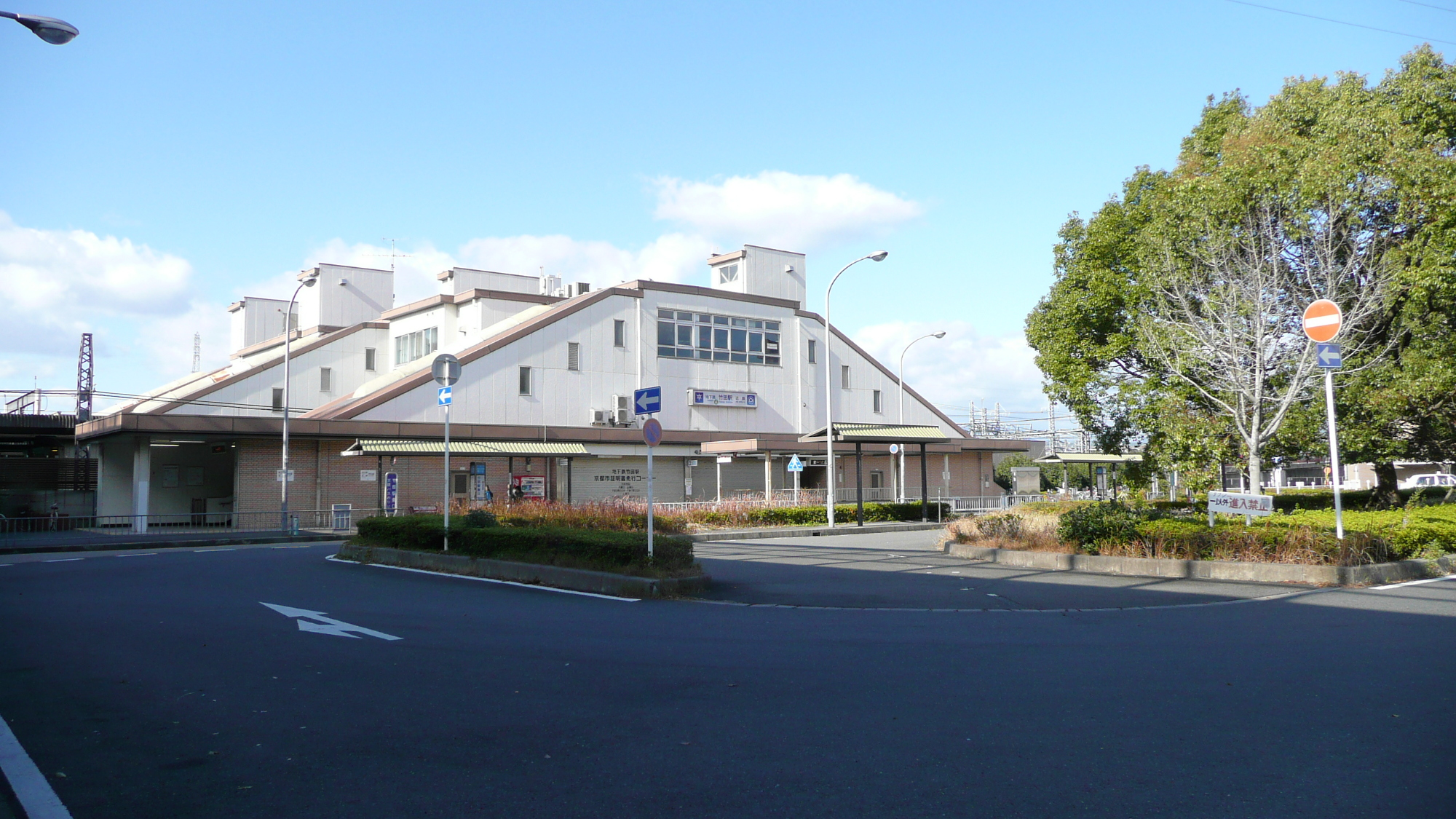
北站舍東口（1、3號出入口）

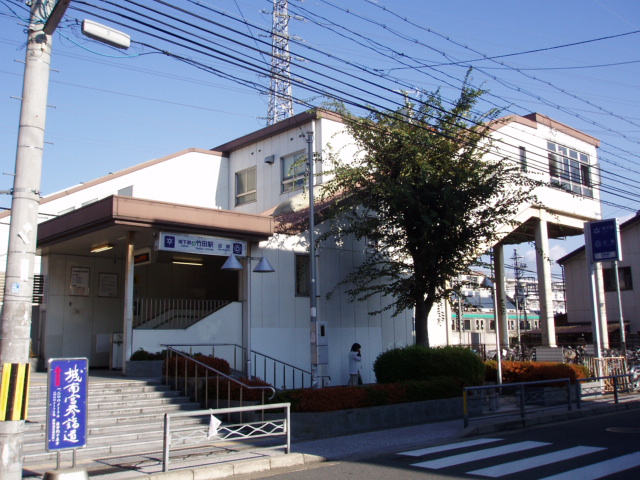
南站舍西口（6號出入口）

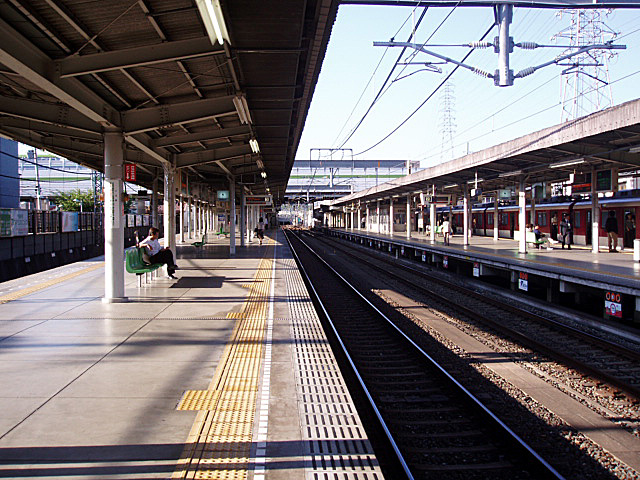
月台

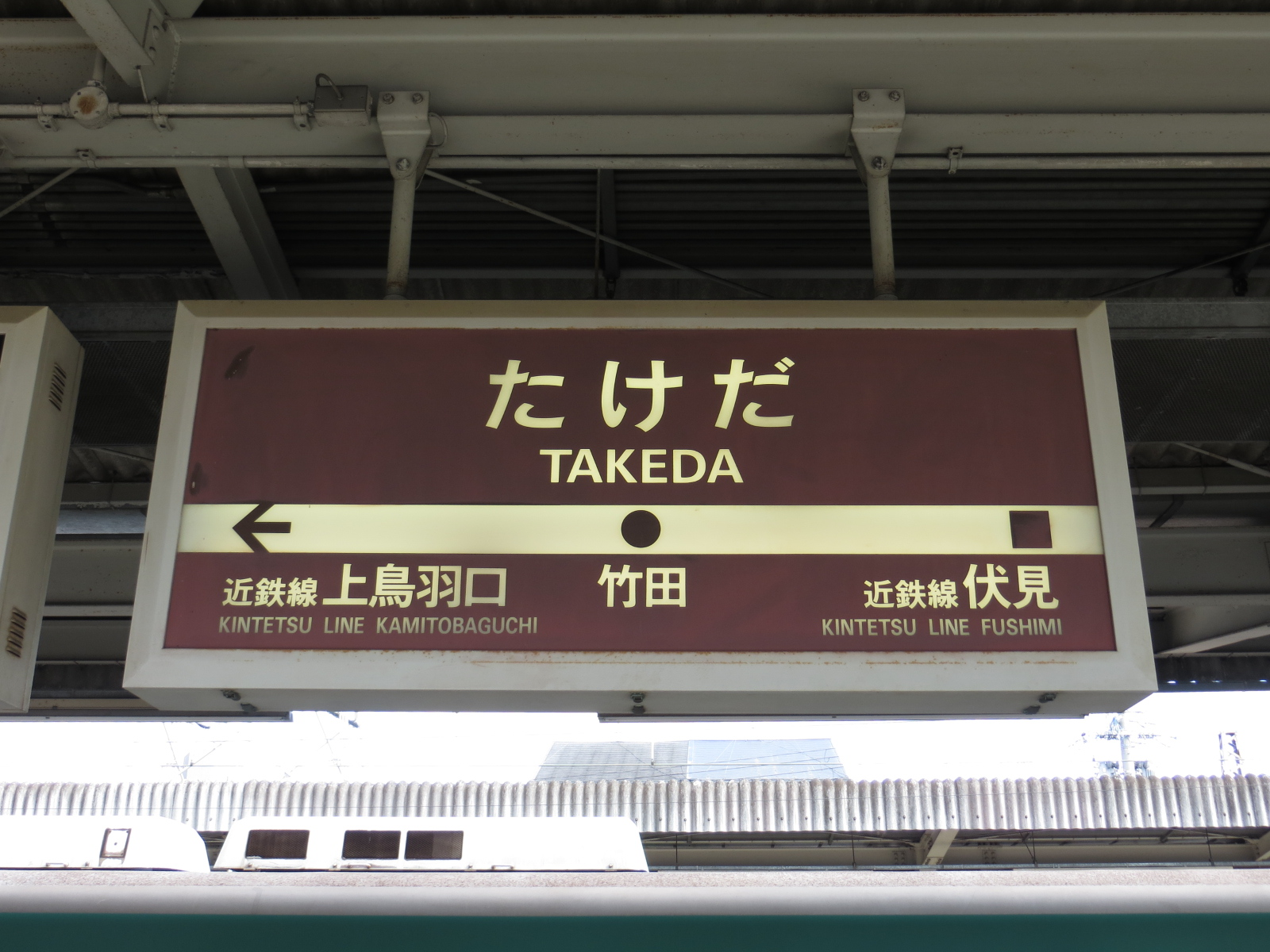
站名牌。近鐵側的月台，但混合管理車站的京都市交設計。相鄰車站也顯示作「近鐵線」

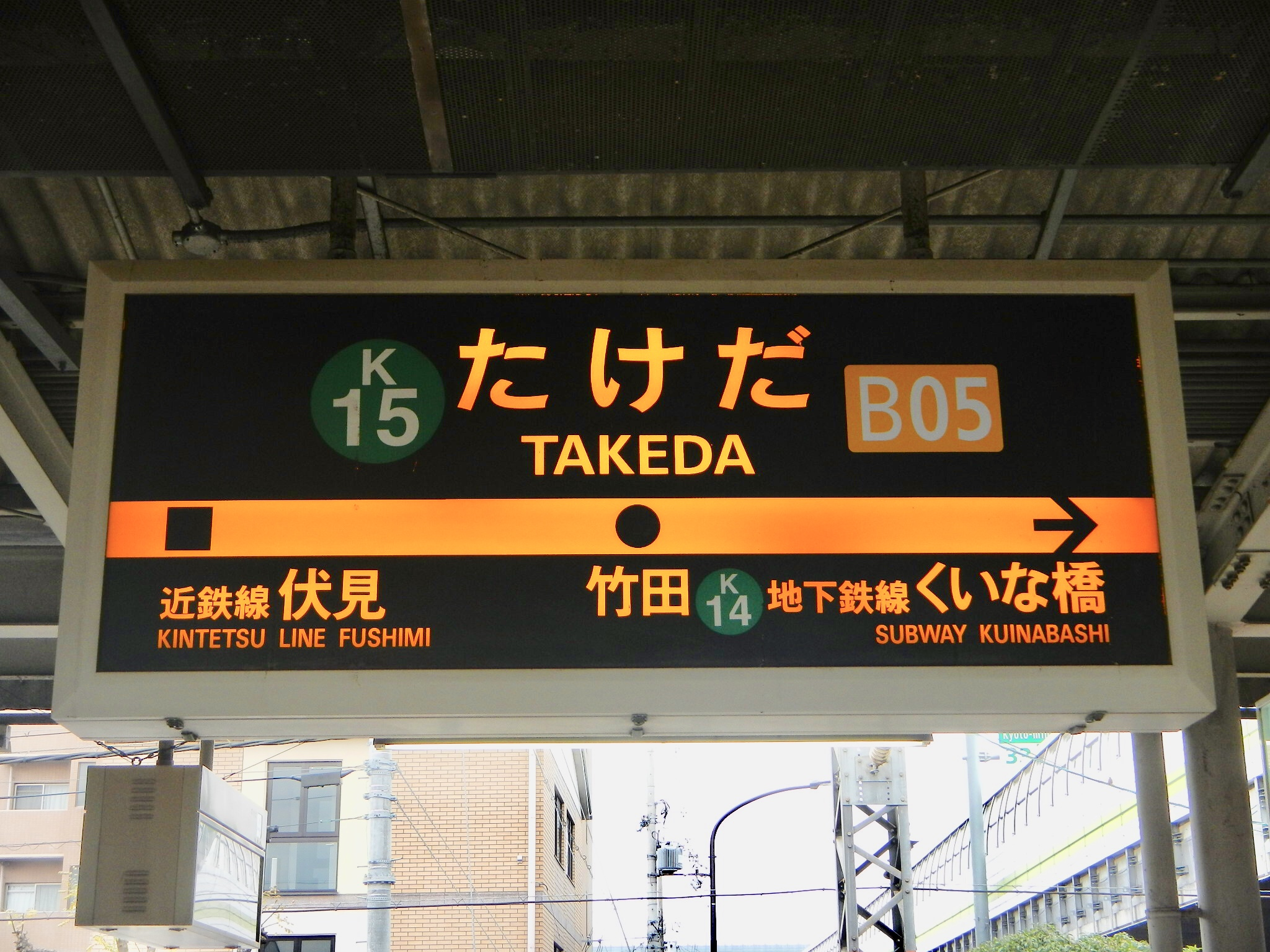
3號月台的站名牌。烏丸線側的月台，下一站顯示為「地下鐵線水雞橋」。也顯示車站編號「B05」

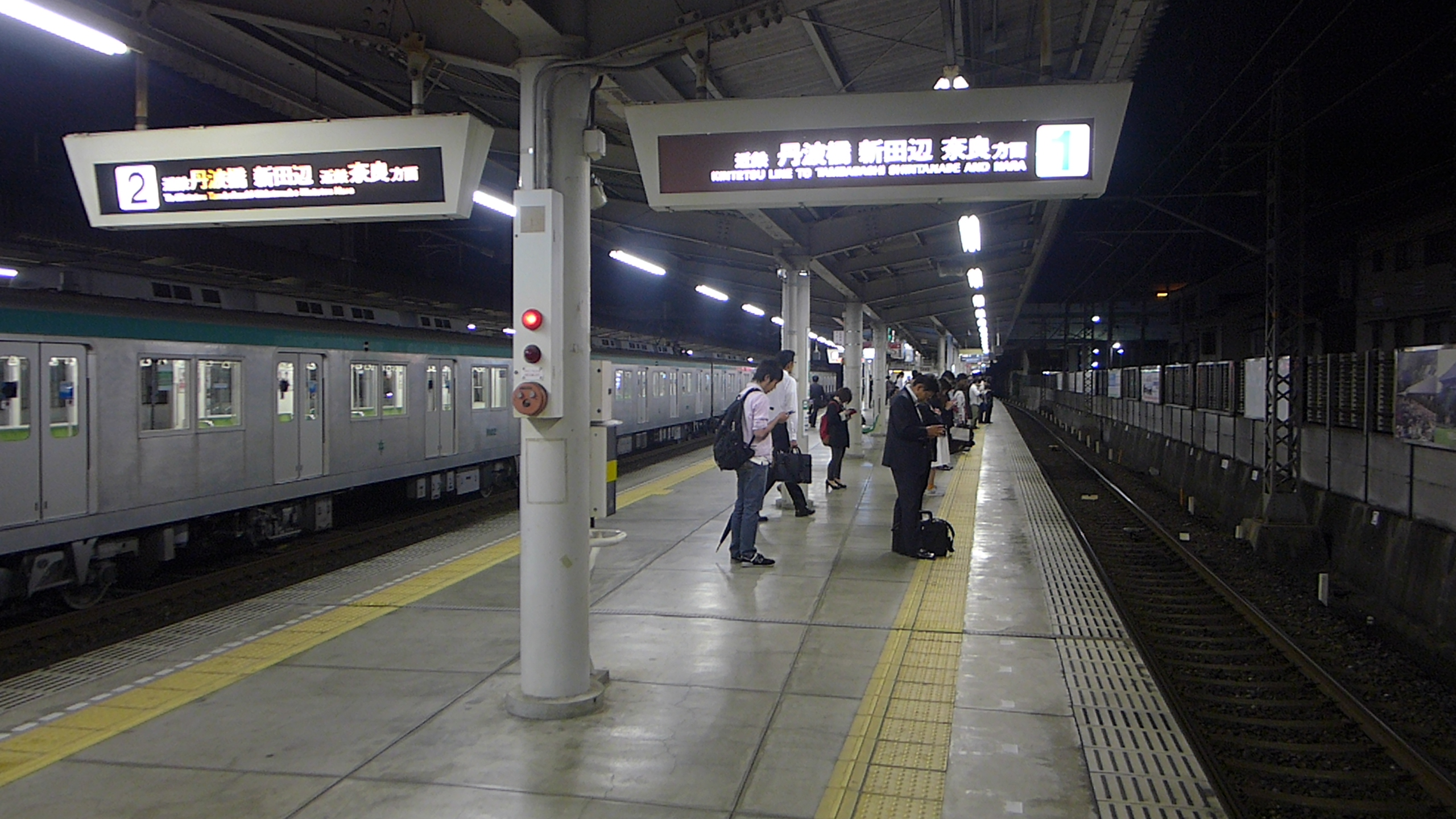
丹波橋方向月台。月台顯示以京都市交通局模樣

竹田站（日语：／ Takeda eki */?）是一個位於日本京都府京都市伏見區竹田桶之井町，屬於京都市營地下鐵、近畿日本鐵道（近鐵）的鐵路車站。

## 概要
京都市交通局與近鐵的共同使用站，車站由京都市交通局管轄。此站有烏丸線與京都線2條路線停靠。京都市営地下鐵的車站編號是K15，近鐵是B05。

## 歷史
- 1988年（昭和63年）
  - 6月11日 - 京都市營地下鐵烏丸線的京都站至此站間延伸開業[1]。

## 車站構造
站舍有北側與南側2處，皆為跨站式站房。
月台使用2面4線使用各自方向的島式月台，內側的地下鐵線由外側的近鐵線環抱在內的線形。2、3號月台供地下鐵烏丸線系統與近鐵線直通運行的列車使用，而1、4號月台則供近鐵京都站到發的列車使用。同一方向的地下鐵與近鐵可以進行跨月台轉乘。但是近鐵特急通過該站，需要在京都站轉乘近鐵丹波橋站。

### 月台配置
月台編號由東側起以1至4編號。
地下鐵線內折返列車在2號月台下客，進入伏見方的渡線，折返回3號月台上客。但是到站後直接進入竹田車輛基地的車輛（反之亦然），不使用上述的渡線。
各月台的方向如下。
| 月台 | 路線       | 方向 | 目的地                               | 備註               |
| ---- | ---------- | ---- | ------------------------------------ | ------------------ |
| 1    | 近鐵京都線 | 下行 | 丹波橋、新田邊、大和西大寺、奈良方向 | 近鐵京都始發       |
| 2    | 近鐵京都線 | 下行 | 丹波橋、新田邊、大和西大寺、奈良方向 | 烏丸線起的直通列車 |
| 3    | 烏丸線     | 上行 | 地下鐵京都、四條、國際會館方向       |                    |
| 4    | 近鐵京都線 | 上行 | 東寺、近鐵京都方向                   |                    |

## 利用狀況
- 京都市交通局 - 2016年度的1日平均上下車人次為19,192人[2]。與近鐵線的1日平均轉乘人次為32,457人，由此計算1日平均上下車人次為51,649人[2]。
- 近畿日本鐵道 - 2015年11月10日的1日上下車人次為10,806人[3]。這個數字不包括與京都市交通局線的轉乘人次。若包括則1日平均上下車人次為49,570人[4]。

近年的1日上下、上車人次推移如下表。
- 京都市交通局是1日平均上下、上車人次。
- 近畿日本鐵道的交通量調查基於特定日包括上下車人次與轉乘人次的1日平均上下車人次。

| 年度               | 京都市交通局 | 京都市交通局 | 京都市交通局 | 京都市交通局 | 近畿日本鐵道 | 近畿日本鐵道 | 近畿日本鐵道       | 近畿日本鐵道 |
| 年度               | 上下車人次   | 上下車人次   | 轉乘人次     | 轉乘人次     | 特定日       | 特定日       | 1日平均 上下車人次 |              |
| 年度               | 上下車人次   | 上車人次     | 上下車人次   | 上車人次     | 調查日       | 上下車人次   | 1日平均 上下車人次 |              |
| ------------------ | ------------ | ------------ | ------------ | ------------ | ------------ | ------------ | ------------------ | ------------ |
| 2003年（平成15年） | 16,845       | 8,485        | 30,315       | 15,135       | -            | -            |                    |              |
| 2004年（平成16年） | 17,384       | 8,737        | 29,873       | 14,903       | -            | -            |                    |              |
| 2005年（平成17年） | 16,916       | 8,639        | 30,187       | 15,062       | 11月08日     | 11,454       |                    |              |
| 2006年（平成18年） | 17,277       | 8,674        | 29,628       | 14,793       | -            | -            |                    |              |
| 2007年（平成19年） | 17,272       | 8,618        | 29,969       | 14,904       | -            | -            |                    |              |
| 2008年（平成20年） | 17,212       | 8,652        | 30,413       | 15,072       | 11月18日     | 12,224       |                    |              |
| 2009年（平成21年） | 16,910       | 8,499        | 30,800       | 15,504       | -            | -            |                    |              |
| 2010年（平成22年） | 16,703       | 8,410        | 30,797       | 15,517       | 11月09日     | 11,476       |                    |              |
| 2011年（平成23年） | 16,910       | 8,514        | 31,086       | 15,662       | -            | -            |                    |              |
| 2012年（平成24年） | 17,202       | 8,661        | 31,121       | 15,680       | 11月13日     | 11,402       |                    |              |
| 2013年（平成25年） | 17,806       | 8,966        | 31,328       | 15,784       | -            | -            |                    |              |
| 2014年（平成26年） | 18,385       | 9,257        | 31,757       | 16,000       | -            | -            |                    |              |
| 2015年（平成27年） | 18,694       | 9,414        | 32,017       | 16,131       | 11月10日     | 10,806       | 48,811             |              |
| 2016年（平成28年） | 19,192       | 9,665        | 32,457       | 16,353       | -            | -            | 49,570             |              |

## 相鄰車站
京都市交通局（京都市營地下鐵）
 烏丸線
水雞橋（K14）－竹田（K15）
近畿日本鐵道
 京都線
■急行、■準急
東寺（B02）－竹田（B05）－近鐵丹波橋（B07）
■普通
上鳥羽口（B04）－竹田（B05）－伏見（B06）

### 來源
1. ↑  曽根悟（監修）. . 週刊朝日百科. 4号 京福電気鉄道・叡山電鉄・嵯峨野観光鉄道・京都市交通局. 朝日新聞出版. 2011-04-03: 22–23.
2. 1 2 3  京都市交通事業白書 平成28年度版PDF - 56ページ
3. ↑  .   [2018-10-03]. （原始内容存档于2019-12-04）.
4. ↑  京都市統計ポータル／京都市統計書 （页面存档备份，存于） 第8章 都市施設 07 私鉄市内駅乗降客数（JRを除く）
5. ↑  . 近畿日本鉄道株式会社.   [2013-04-13]. （原始内容存档于2007-10-30）.

## 外部連結
- 竹田站 （页面存档备份，存于） - 京都市交通局
- 竹田 - 近畿日本鐵道